# Ruy Gómez de Silva
Ruy Gómez de Silva (Chamusca, 1516 - Madrid, 29 juli 1573), prins van Eboli, was een Spaans staatsman en een belangrijk vertrouwensman van koning Filips II van Spanje.
Ruy bevond zich in het gevolg van prinses Isabella, die in 1526 trouwde met keizer Karel V. Bij de geboorte van de kroonprins Filips werd hij aangesteld in zijn hofhouding. Hieruit ontstond een vriendschap die zou leiden tot een grote vertrouwenspositie.
Toen Filips in 1543 werd aangesteld als regent van Spanje vertrouwde hij  Ruy verschillende diplomatieke taken toe. Hij vergezelde de prins op zijn rondreis door Centraal-Europa en de Lage Landen (1548-1551), waarvoor hij verschillende onderscheidingen ontving.  Hierdoor steeg hij aanzienlijk in aanzien van de Castiliaanse aristocratie, wat nog verstevigd zou worden door zijn huwelijk in 1557 met de erfgename van Mélito.
Ruy Gómez was, net als Filips' zuster Johanna, erg gehecht aan de Orde van Jezus.

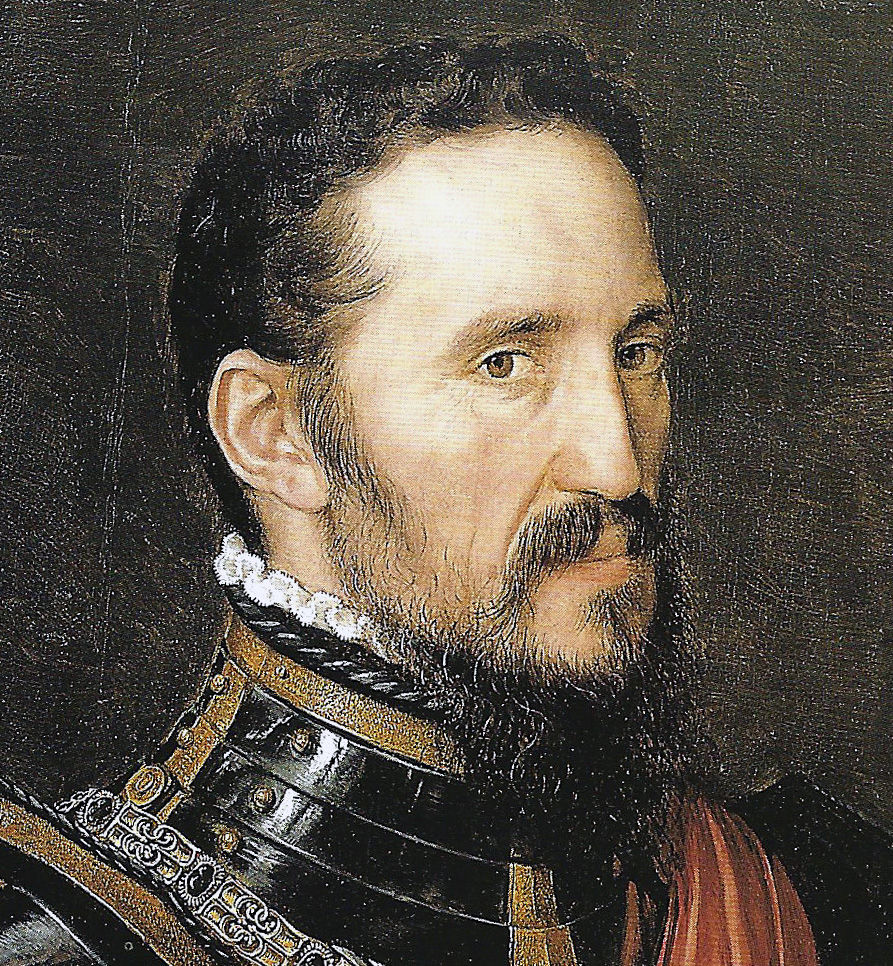
Hertog van Alva

In 1554 vertrok Filips II naar Engeland om te trouwen met Maria Tudor. In zijn gevolg bevonden zich onder andere Ruy en de hertog van Alva als zijn belangrijkste adviseurs.
In de jaren volgend op de abdicatie van Karel V en de troonsbestijging van Filips II speelde Ruy Gómez een belangrijke diplomatieke rol. Zo keerde hij naar Castilië terug om daar gelden en manschappen te verzamelen, die naar de Nederlanden gestuurd werden  om campagnes te voeren, die uiteindelijk zouden leiden tot de overwinningen bij Saint-Quentin en Grevelingen. Ook was hij een belangrijke afgezant namens Filips II bij de vredesonderhandelingen van Cateau-Cambrésis.  Door zijn rol bij deze onderhandelingen werd hem de Napolitaanse titel prins van Eboli verleend.
Zijn maatschappelijke verbetering leidde echter tot afgunst bij de oude aristocratie in Spanje, die Ruy als een Portugees parvenu beschouwde. Onder hen bevond zich ook de hertog van Alva. Laatstgenoemde zou als morele overwinnaar uit de strijd komen,  omdat Filips meer belang hechtte aan militaire kundigheid die zo noodzakelijk was in Spanjes strijd in de Nederlanden. Mede door de benoeming van Diego Espinosa y Arévalo , besloot Ruy zich terug te trekken uit het publieke leven. Een van Ruys ondankbare taken was de opvoeding van de labiele Carlos.
Hoewel Filips zich nooit afkeerde van Ruy Gómez de Silva (hij verleende hem in 1572 nog de titel van hertog van Pastrana) zag Filips hem als een op macht beluste man.

## Huwelijk

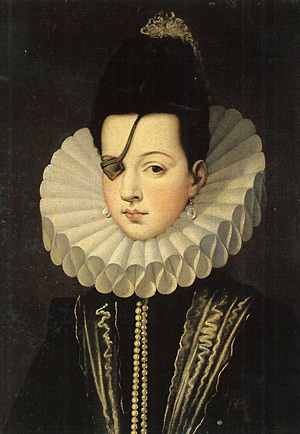
Ana de Mendoza de la Cerda

Ruy trouwde in 1557, mede onder invloed van de Spaanse koning, met Ana de Mendoza de la Cerda, enig erfgename van de graaf van Mëlito. Uit dit huwelijk werden de volgende kinderen geboren:
- Diego (c.1558-1563)
- Ana de Silva y Mendoza (1560-1610?)
- Rodrigo de Silva y Mendoza (1562-1596)
- Pedro de Silva y Mendoza (c. 1563): Als kind gestorven
- Diego de Silva y Mendoza (1564-1630)
- Ruy de Silva y Mendoza (1565-?)
- Fernando de Silva y Mendoza, luego Pedro González de Mendoza (1570-1639)
- María de Mendoza y María de Silva (c. 1570): Tweeling, vroeg gestorven
- Ana de Silva y Mendoza (1573-1614)

## Publicatie
- James M. Boyden, The Courtier and the King: Ruy Gómez de Silva, Philip II, and the Court of Spain